# 危ないダンディー
『危ないダンディー』（あぶないダンディー）は、2003年4月3日から2004年3月25日までBS-i （現・BS-TBS）で放送されたトーク番組。全51回。放送時間は毎週木曜 22:00 - 22:54 (JST) 。

## 概要
40代から60代までの中年男性層をターゲットにした番組で、女性司会者2人がゲストの男性タレントから人生の指針にしていることや彼らならではの遊びなどを聞き出すというものだった。ゲストには野田義治や井筒和幸、内田裕也や哀川翔などの番組公式サイト曰く「不良中年」タレントを多く招いていたことから、毒舌トークもよく飛び出していた。
この番組は、本編を10回放送した後に総集編を3回続けて放送するというスタイルを採っていた。そのため、番組は51回にわたって放送されたが、本編はそのうちの40回しか放送されていなかった。また、3回続けて放送する総集編のうち、2回は本編5回を54分にまとめたダイジェストを、1回は本編10回の中から特定のテーマに沿うシーンのみを選り抜いたダイジェストを放送するというのが定番になっていた。

## 出演者
- 進藤晶子（元TBSアナウンサー）
- 外山惠理（TBSアナウンサー）